# Ignaz Petschek

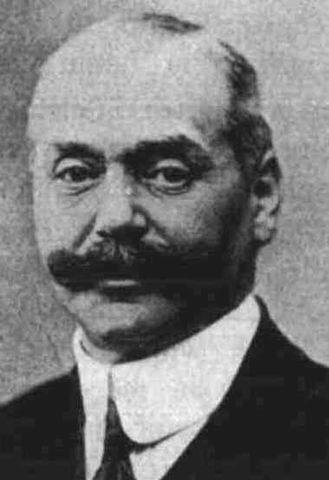
Ignaz Petschek, um 1923

Ignaz Petschek (* 14. Juni 1857 in Kolin; † 15. Februar 1934 in Aussig) war ein deutschböhmischer und nach 1918 tschechoslowakischer Montanindustrieller. Er begründete die Aussiger Stammlinie der Unternehmerdynastie Petschek, die im späten 19. und frühen 20. Jahrhundert zu den reichsten jüdischen Familien Europas zählte.

## Familie
Ignaz Petschek stammte aus einem jüdischen Elternhaus. Sein Vater war der Geldverleiher Moses Petschek (1822–1888) aus Petschek bei Kolin, seine Mutter Sara Petschek, geb. Wiener (1827–1894). Er hatte zwei Brüder, Isidor Petschek (1854–1919) und Julius Petschek (1856–1932) sowie eine Schwester, Rosa Petschek (1858–1941). Seine Großeltern väterlicherseits waren der Koliner Händler Israel Petschek und Alina Petschek, geb. Raudnitz.
Im Jahr 1884 heiratete Ignaz Petschek die aus Brünn stammende Helene Bloch (1862–1952). Gemeinsam hatten sie sieben Kinder:
- Friedrich Petschek (1884 – Kindstod nach 2 Wochen)
- Felix Petschek (1885 – Kindstod nach 2 Wochen)
- Ernst (1887–1956), ab 1938 auch Ernest Frederick genannt
- Elise (1889– ?)
- Karl (1890–1960), ab 1938 auch Charles genannt
- Franz (1894–1963), ab 1940 auch Frank Conrad genannt
- Wilhelm (1896–1980), ab 1938 auch William genannt[4][5][6][7]

Über die Schwestern seiner Frau war Ignaz Petschek mit den Inhabern des Bankhauses Jacquier & Securius, Alfred Max Panofsky (1899–1973) und Max Landesmann (1884–1972), verschwägert. Diese Privatbank war spätestens ab dem Jahr 1913 die Hausbank der Aussiger Petscheks.

## Werdegang

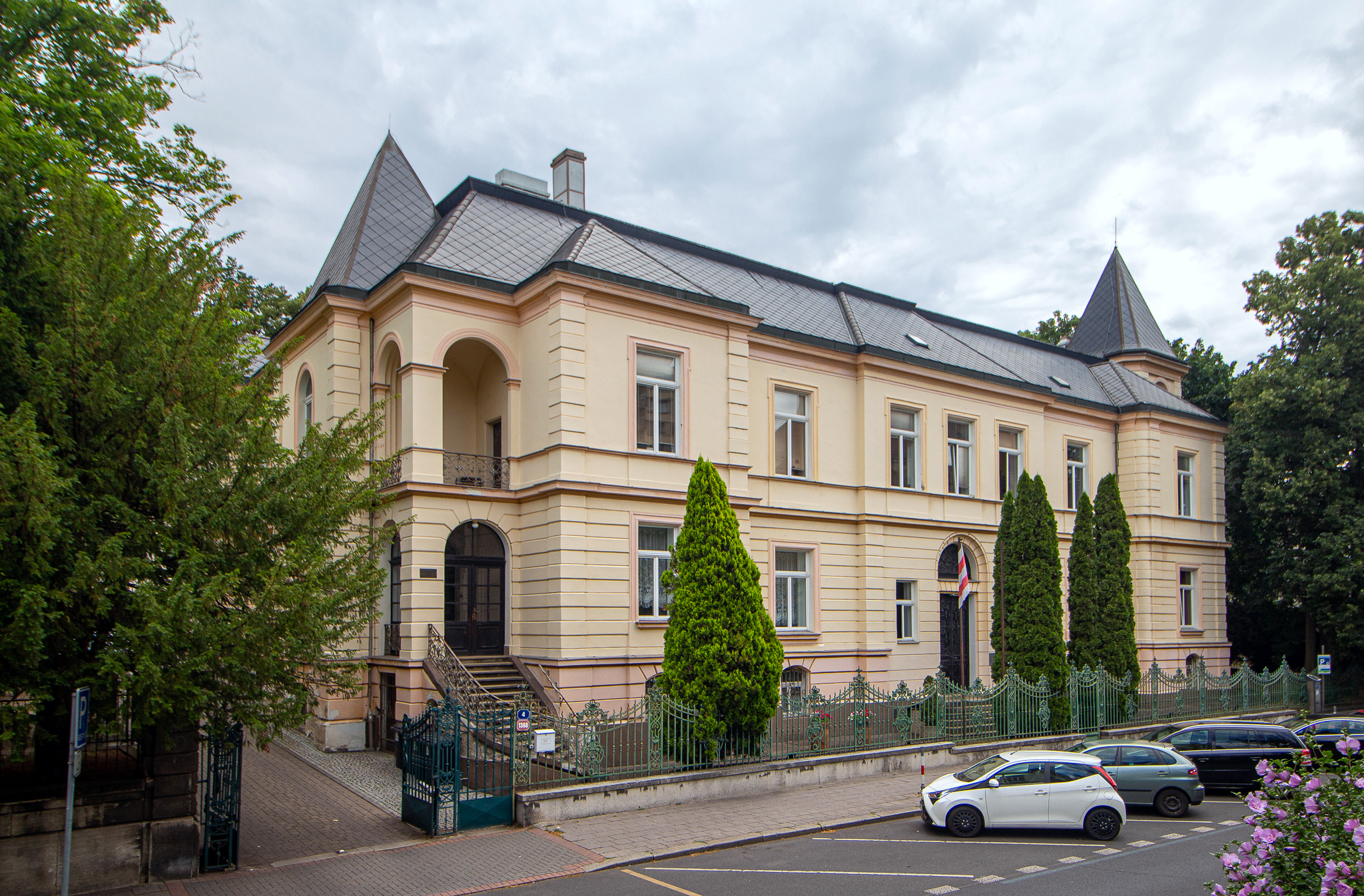
Villa Petschek in Aussig

Nach dem Besuch von sechs Klassen am Gymnasium in Prag absolvierte Ignaz Petschek ein Praktikum beim Prager Bankverein. Zu dem Kreditinstitut gehörte ein Kohlenkontor in Aussig, wo er im Januar 1874 eine Festanstellung erhielt. Infolge der Liquidation des Prager Bankvereins übernahm im Jahr 1875 der Aussiger Großhändler Eduard J. Weinmann das Kohlenkontor und stellte Petschek zunächst als Reisenden, später als Prokurist ein. Im Alter von 23 ging er in die Selbstständigkeit und gründete im Jahr 1880 unter dem Namen I. Petschek Aussig a. d. Elbe seine erste eigene Kohlenhandelsgesellschaft.
Als Kommissionshändler nutzte er anfangs das Familienkapital und die Kontakte der Gesellschaften seiner Brüder Julius und Isidor. In Kooperation mit der Anglo-Österreichischen Bank, bei der Julius Petschek Aufsichtsratsmitglied war, erreichte er innerhalb kurzer Zeit eine Verzehnfachung der Braunkohlenförderung in den der Bank gehörenden nordböhmischen Bergwerken. Ignaz Petschek gilt als der eigentliche Begründer des Kohlenkommissionsgeschäfts. Spätestens ab dem Jahr 1895 verkaufte er exklusiv sämtliche Braunkohle des nordböhmischen Kohlenreviers und wurde Anteilseigner vieler Bergwerke. Sein Erfolg veranlasste ihn, sich aktiv in der Montanindustrie zu beteiligen.
Ab 1905 verstärkten Ignaz und Julius Petschek, zunächst gemeinsam, ihre Aktivitäten auch im Ausland, indem sie Aktien von Montanunternehmen erwarben und den Aufsichtsräten von Kohlegesellschaften sowie Banken beitraten. Bei vielen Bergwerken erlangten die Gebrüder eine Aktienmehrheit oder Sperrminorität durch feindliche Übernahmen und begannen, sich dabei gegenseitig zu überbieten. In Deutschland brachte die Familie Petschek bis zum Jahr 1912 auf diesem Wege 27,8 % der Braunkohlenindustrie unter ihre Kontrolle.
In welcher Größenordnung Ignaz Petschek zwischenzeitlich agierte, wurde bei der spektakulären Übernahme der Hohenlohe Werke AG in Oberschlesien deutlich. Das Unternehmen hatte einen Kapitalwert von 80 Millionen Mark und etwa 10.000 Beschäftigte. Im August 1913 kaufte er über die Deutsche Bank für 22 Millionen Mark Aktien der Hohenlohe Werke AG im Nennwert von 15 Millionen und wurde damit Hauptaktionär der Gesellschaft. Die Transaktion wickelte das Bankhaus Jacquier & Securius ab.
Während Ignaz Petschek zu dieser Zeit die Verkaufsmöglichkeiten im nordböhmischen Braunkohlerevier an seine Brüder Isidor, Julius und seinen Neffen Otto Petschek verlor, intensivierte er seine Unternehmenstätigkeit im westböhmischen Gebiet. Insbesondere im Duxer und Falkenauer Revier erlangte er eine Marktmacht durch den Rückzug britischer Investoren, die kurz vor dem Ausbruch des Ersten Weltkriegs versuchten, ihre Aktienanteile an böhmischen Bergwerken schnell abzustoßen, und unter dem Marktwert an ihn verkauften. In Deutschland brachten die Gebrüder in der Gesamtheit betrachtet bis zum Jahr 1915 im mitteldeutschen Braunkohlerevier 37,77 % und im ostelbischen Revier 43,49 % der Briketterzeugung unter ihre Kontrolle.
Spätestens während des Ersten Weltkriegs kam es zum endgültigen Bruch zwischen den Brüdern. Die Ursache war ein Machtkampf im Zeitz-Weißenfelser Braunkohlerevier um die Majorität der Werschen-Weißenfelser Braunkohlen AG und Anhaltischen Kohlenwerke AG, den letztlich Julius Petschek gewann. Obwohl beide in denselben Geschäftsfeldern tätig waren, bekämpften sie sich fortan erbittert und stritten sich persönlich oft in aller Öffentlichkeit in Aufsichtsratssitzungen sowie vor in- und ausländischen Gerichten.
Die Handels- und Preispolitik der Petscheks zog in Deutschland ab dem Jahr 1915 ein verheerendes Presseecho nach sich. Wirtschaftsredakteure beispielsweise der Deutschen Tageszeitung, der Täglichen Rundschau (Berlin) oder der Neuen Freien Presse (Wien) kritisierten wiederholt die Benachteiligung von Kleinaktionären sowie die mit der erworbenen Monopolstellung verbundenen steigenden Energiepreise. Die wirtschaftsliberale Frankfurter Zeitung mahnte die Petscheks, dass „der Mensch nicht nur mit höheren Zwecken wächst, vielmehr wachse der Mensch auch mit höheren Pflichten“.
Im Herzogtum Anhalt und im Königreich Sachsen trug das Vorgehen der Petscheks zwischen 1916 und 1917 wesentlich zum Erlass sogenannter Sperrgesetze und der Einführung von Bergregalen bei, womit alle Kohlefelder, die sich noch nicht im Privatbesitz befanden, Landeseigentum wurden. Die anhaltische Gesetzesvorlage hielt dazu namentlich fest: „Die böhmischen Großkohlenhändler Petschek versuchen, in planmäßigem Vorgehen einen maßgebenden Einfluss auf die mitteldeutsche Braunkohlenindustrie zu gewinnen, mit dem Ziel, die ihr unliebsame Konkurrenz zu beherrschen. Damit droht, auf diese Weise die rechtlich bestehende Bergbaufreiheit durch ein Privatmonopol zu beseitigen“.
Unabhängig voneinander bauten die Petscheks nach Gründung der Weimarer Republik ihre Vormachtstellung in Deutschland durch den Erwerb weiterer Aktienpakete an Braunkohlenwerken aus und gewannen bis zum Jahr 1932 einen erheblichen Einfluss auf das Mitteldeutsche Braunkohlen-Syndikat sowie das Ostelbische Braunkohlen-Syndikat. Bei ihren Übernahmen profitierten die Petscheks davon, dass sie gemäß der Washingtoner Erklärung im Jahr 1918 tschechoslowakische Staatsbürger geworden waren. Diese neu entstandene Republik erreichte in den Anfangsjahren einen Aufschwung, der in einem starken Kontrast zur Hyperinflation in Deutschland und in Österreich stand. Dazu kamen Verstaatlichungspläne verschiedener Reichsregierungen, weshalb viele Aktionäre es vor allem in den Anfangsjahren der Weimarer Republik als Risiko ansahen, ihre Bergbauaktien zu behalten, und ihre Anteile unter dem Marktwert an die Petscheks verkauften. Gegen Ende der 1920er Jahre kontrollierten die Gebrüder 50 Prozent der europäischen Kohlenerzeugung und 30 Prozent der deutschen Braunkohlenwerke. Östlich der Elbe schwankte ihr Anteil zwischen 66 und 70 Prozent.
Im Jahr 1923 gründete er in Wien die Ignaz Petschek AG als Verkaufsniederlassung seiner Aussiger Handelsgesellschaft für Ungarn, Jugoslawien, Italien und der Schweiz; in Aussig blieb der Kohlenverkauf für die Tschechoslowakei. Verstärkt konzentrierte er sich auch auf den angelsächsischen Raum. Ab Mitte der 1920er Jahre zählten die Petscheks zu den bedeutendsten Großindustriellen und reichsten jüdischen Familien Europas. Zeitungsberichten zufolge war Ignaz Petschek der reichste Tscheche; an zweiter Stelle stand der Schuhfabrikant Thomas Bata.
Mit dem Erwerb von über 73 % der Aktien der Hubertus Braunkohlen-AG drang er im Jahr 1924 in das rheinische Braunkohlerevier ein. Der zusammenhängende Bergwerksbesitz der Gesellschaft in der Nähe von Köln umfasste 1.324.500 Quadratmeter. Im Sommer 1929 erwarb Ignaz Petschek im Zuge einer feindlichen Übernahme die Aktienmehrheit der Ilse Bergbau AG, damals der größte Braunkohlenkonzern östlich der Elbe. Von da an stieß er in Deutschland seitens der Politik, Wirtschaft und öffentlichen Meinung auf immer stärker werdenden Widerstand, der sich nach einer Reihe aufsehenerregender Prozesse (BUBIAG ./. Ilse AG; VIAG AG ./. Ilse AG; etc.) im Frühjahr 1930 zur „Petschek-Affäre“ entfaltete.
Berichten zufolge wurde Petschek bei der Übernahme der Ilse-Gruben finanziell von der Prager Regierung unterstützt, wofür er sich schriftlich beim tschechoslowakischen Außenminister Edvard Beneš bedankt haben soll. Petschek bezeichnete den Brief als Fälschung, woraufhin die Staatsanwaltschaft in Berlin Untersuchungen einleitete. Für die deutsche öffentliche Meinung stellte die Einflussnahme ausländischer Regierungen oder Unternehmen auf die Energiewirtschaft des Deutschen Reiches ein hochsensibles Politikum dar. Mit der Angelegenheit beschäftigten sich verschiedene Länderparlamente der Weimarer Republik sowie der Reichswirtschaftsrat. Der Sächsische Landtag reichte im November 1931 eine Denkschrift an den Reichstag weiter, in welcher „das Ausschalten weiter Kreise des mittelständischen Handels durch das monopolähnliche Machtstreben des Ignaz Petschek“ dargelegt wurde.
Politisch standen die Petschek-Brüder der wirtschaftsliberalen Deutschen Demokratischen Partei (DDP) nahe, deren Mitglieder für einen zentral regierten Einheitsstaat und gegen die Entstehung eines Sozialstaates eintraten. Mehrere führende Mitglieder dieser Partei erhielten in Unternehmen, bei welchen die Petscheks die Aktienmehrheit besaßen, hohe Aufsichtsrats- oder Direktorenposten. Dazu zählten unter anderem der sächsische Staatsminister Emil Nitzschke, die Politiker Heinz Pulvermann und Walter Albert Bauer sowie Eugen Schiffer, der erste Reichsfinanzminister der Weimarer Republik. In Mitteldeutschland gehörten Ignaz Petschek verschiedene Zeitungen, darunter die einflussreiche Neue Leipziger Zeitung.

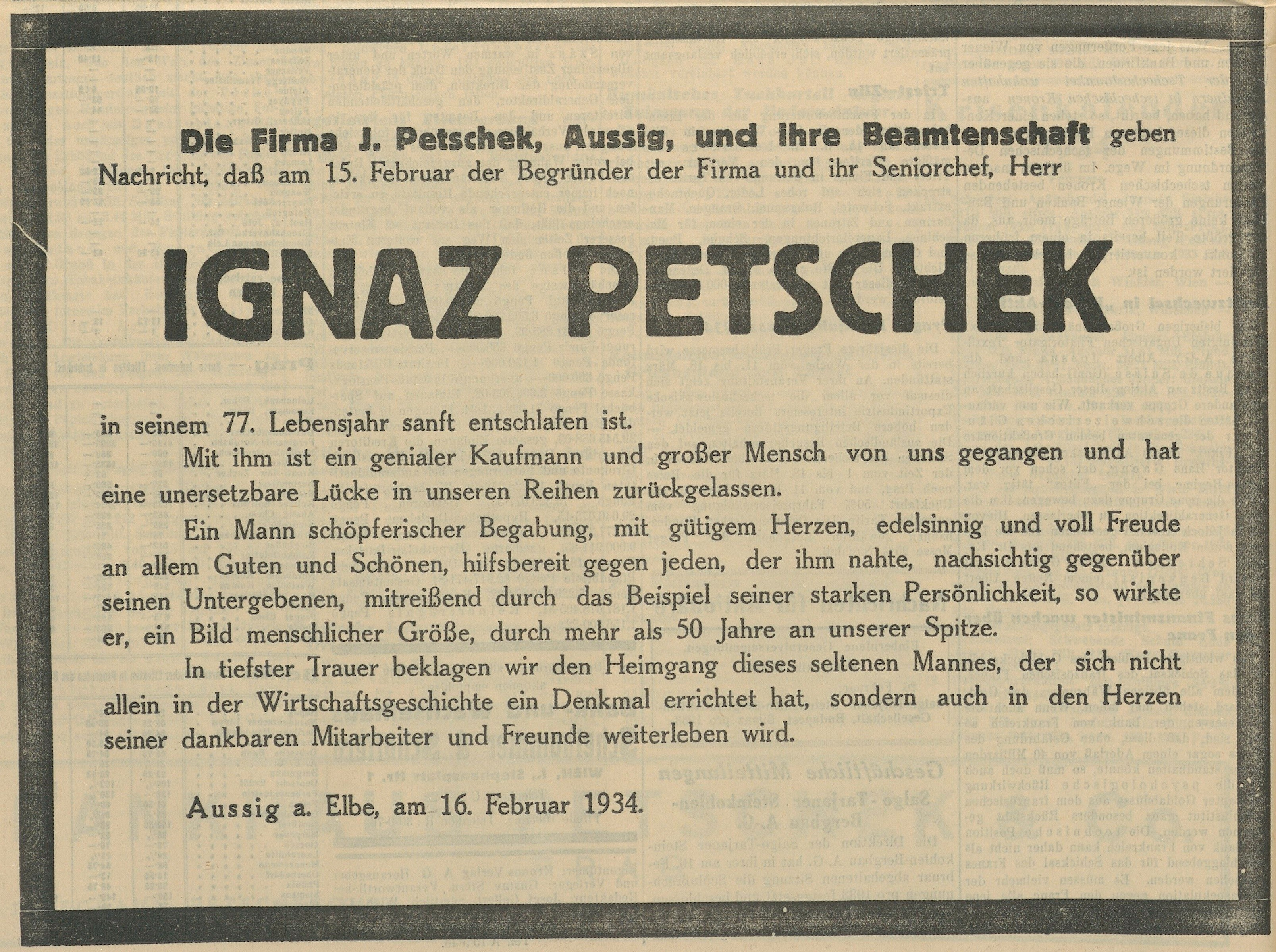
Todesanzeige von Unternehmensleitung und Mitarbeitern für Ignaz Petschek

Mehrere in- und ausländische Medien beschrieben Ignaz Petschek als Prototyp eines rücksichtslos auf Expansion ausgerichteten Unternehmers. Auch in der Gegenwartsliteratur wird er als ein „mit allen Wassern gewaschener Geschäftsmann“, „Spekulant“, „Kriegsgewinnler“ und „profitsüchtiger Monopolkapitalist“ dargestellt. Verheerend für sein Image wirkte sich der Caro-Petschek-Prozess aus. In diesem aufwändigen Strafprozess, der als banaler Familienstreit im Juni 1932 begann, wurden skandalöse Geschäftspraktiken wie Unlauterer Wettbewerb, Steuerhinterziehung, Erpressung, Untreue, Bespitzelung von Anwälten, Bestechung von Reichstagsabgeordneten und Journalisten aufgedeckt.
Demgegenüber trat Ignaz Petschek in seinem Wohnort Aussig (heute Ústí nad Labem) durch große Spenden für wohltätige Zwecke hervor. Dazu zählten unter anderem die Baufinanzierung für ein Säuglingsheim, ein Kinderpavillon im Aussiger Krankenhaus, ein Sanatorium für Tuberkulose-Patienten sowie ein Kindererziehungsheim. Nach Zahlung einer gemeinnützigen Spende in Höhe 1 Million Kronen benannte die Stadtverwaltung im Jahr 1934 die Aussiger Kulmerstraße in Petschekstraße um. Zudem zeugen in Aussig zwei riesige Villen vom Reichtum der Familie.
Allerdings hatte er im Laufe der 1920er Jahre mit seinen Söhnen nicht nur das Schwergewicht der geschäftlichen Tätigkeit, sondern auch den persönlichen Sitz nach Deutschland verlegt. Erst im hohen Alter zog er sich ganz nach Aussig zurück, wo er im Alter von 77 Jahren vier Tage nach seiner Goldenen Hochzeit am 11. Februar 1934 verstarb. Ignaz Petschek hinterließ ein geschätztes Vermögen von 232 Millionen RM. Diese Summe entspricht heute inflationsbereinigt der Kaufkraft von 12.601.010.508 Euro.

## Unternehmensbeteiligungen
Ignaz Petschek war im In- und Ausland an zahlreichen Gesellschaften als Mehrheitseigner und Mitglied des Aufsichtsrats beteiligt. Dazu zählten in der Tschechoslowakei, vor allem im damaligen Sudetenland, zeitweise:
- Nordböhmische Kohlenwerke AG, Brüx (bis 1913)
- Brüxer Kohlen-Bergbau-Gesellschaft (bis 1913)
- Britannia AG, Falkenau
- Vereinigte Britannia AG, Seestadtl
- Duxer Kohlengesellschaft AG, Teplitz-Schönau[47][48]

In Deutschland hielt die Familie von Ignaz Petschek im Jahr 1934 Mehrheitsbeteiligungen an folgenden Unternehmen:
- Eintracht Braunkohlenwerke und Brikettfabrik AG, Welzow (Niederlausitz)
- Eintracht Siedlungsgesellschaft mbH, Welzow
- Freia Braunkohlenwerke AG, Niesky
- Matador Bergbau GmbH, Reppist
- Niederlausitzer Wasserwerk GmbH, Senftenberg
- Landgesellschaft „Eigene Scholle“ GmbH, Frankfurt (Oder)
- Niederlausitzer Kohlenwerke AG, Berlin
- Deutsche Industrie-AG, Berlin (Finanzierungs- und Beteiligungsgesellschaft)
- Niederlausitzer Überlandzentrale GmbH, Calau
- Bleichert’sche Braunkohlenwerke AG, Neukirchen-Wyhra
- Klettwitzer Bergbau-GmbH, Berlin
- Phönix AG für Braunkohlenverwertung, Berlin
- Gewerkschaft Heureka, Mumsdorf
- Ilse Bergbau AG, Senftenberg
- Ilse Wohlfahrtsgesellschaft mbH, Senftenberg
- Braunkohlen- und Brikett-Industrie AG (Bubiag), Berlin
- Frankfurt-Finkenheerder Braunkohlen-AG, Berlin
- Braunkohlen- und Brikett-Verkaufsvereinigung GmbH, Frankfurt (Oder)
- Braunkohlenwerke Leonhard AG, Zipsendorf
- Braunkohlen AG „Vereinsglück“, Meuselwitz
- Braunkohlenwerke Borna AG, Borna
- Gasgenerator- und Braunkohlenverwertungsgesellschaft mbH, Leipzig
- Deutsche Kohlenhandelsgesellschaft mbH, Leipzig
- Beutersitzer Kohlenwerke GmbH, Beutersitz
- Rückersdorfer Kohlenwerke GmbH, Dobrilugk
- Hubertus Braunkohlen-AG, Brüggen
- Carl Brendgen Braunkohlen-, Brikett- und Tonwerke GmbH, Zieselsmaar
- Braunkohlen- und Brikettwerk Concordia-Liblar GmbH, Liblar
- Gewerkschaft Kohlenquelle, Kierdorf[49]

Darüber hinaus existierten zahlreiche Holding-Gesellschaften in der Schweiz, den Niederlanden, Luxemburg und Großbritannien, die wiederum mit Unternehmensanteilen an diversen deutschen Dachgesellschaften verknüpft waren, was den Einblick in die Eigentumsverhältnisse erschwerte. Dazu zählten insbesondere:
- Helimont AG, Glarus
- Fides Treuhand Vereinbarung AG, Zürich
- NV Nederlandsche Maatschappij tot Beheer en Adminstratie
- Internationale Investment Corp., Luxemburg
- Sophie AG Investment AG Corp.
- British Securities Estates Ltd.
- Park Trust, Monte Carlo
- Verwaltungs- und Handels-AG
- Deutsche Industrie-AG
- Ilse Bergbau AG[50]

## Enteignung
Während die Prager Petscheks sich entschieden, ihre Geschäfte in Mitteleuropa aufzugeben und ihre Anteile zu verkaufen, führten nach dem Tod von Ignaz Petschek im Jahr 1934 seine Söhne die Unternehmungen in Deutschland und der Tschechoslowakei fort. Die Aussiger Petscheks (umgangssprachlich auch Ignaz-Petschek-Gruppe genannt) wurden im Zuge der Arisierung in den Jahren 1939 bis 1940 enteignet. Dazu hatte im Januar 1939 Reichswirtschaftsminister Walther Funk „im Zuge der Maßnahmen zur Entjudung der deutschen Wirtschaft“ die zur Ignaz Petschek-Gruppe gehörenden Firmen zunächst unter treuhänderische Verwaltung gestellt.
Parallel wurden die Söhne von Ignaz Petschek am 19. Januar 1939 in einem Schreiben des Reichswirtschaftsministeriums aufgefordert, ihre Unternehmensanteile aufgrund bestehender Steuerschulden spätestens bis zum 28. Februar 1939 zu verkaufen, wozu die Familie keinen Anlass sah. Bereits nach einer Betriebsprüfung im Jahr 1938 hatte das Finanzamt Berlin-Moabit für die Jahre 1925 bis 1937 Nachzahlungsbescheide in Höhe von mehreren Millionen Reichsmark an die Erben versandt.
Fast alle Angehörigen der Petscheks hatten Aussig schon nach 1934 verlassen. Als letzter reiste Franz Petschek Anfang September 1938 ab. Authentischen Berichten von Zeitzeugen zufolge, waren mehrere LKW und PKW seines Konvois schwer mit Gold beladen. Die Familie lebte zunächst in der Schweiz und zog später in die USA. Mehrere Angehörige der Petscheks wurden wegen Devisenvergehen und Steuerschulden auf die Sonderfahndungsliste G.B. gesetzt, ein Verzeichnis von Personen die bei einer Invasion der britischen Inseln von SS-Sondereinheiten verhaftet werden sollten. Dazu zählten auch Strohmänner, wie Sir Charles Edgar Oliver Duncan, Dr. Baur-Steffen oder Jonah Walker-Smith, die den Petscheks vor ihrer Emigration bei der Übertragung von immensen Geldbeträgen und Aktienpaketen auf ausländische Holding-Gesellschaften geholfen hatten.
Die ehemaligen Werke beziehungsweise Beteiligungen an Aktiengesellschaften der Aussiger Petscheks in Deutschland gingen im Zuge der Enteignung überwiegend in den Reichswerken auf. Die Aktienmehrheit der Ilse Bergbau AG erwarb die reichseigene VIAG. Friedrich Flick erlangte von den Reichswerken nach einem Bieterverfahren im Jahr 1940 Aktienanteile von Gruben aus dem Besitz der Ignaz-Petschek-Gruppe im Geiseltal und Oberschlesien sowie die Aktienmehrheit an der Eintracht Braunkohlenwerke und Brikettfabriken AG in Welzow, die 1944 vollständig der Friedrich Flick KG zugeordnet wurde.
In der Tschechoslowakei wurde das gesamte Firmenvermögen und das Eigentum der Familie nach der Zerschlagung der Rest-Tschechei durch einen Beschluss des Reichsprotektors für Böhmen und Mähren vom 28. Oktober 1939 beschlagnahmt. Im Nordböhmischen Becken bei Komotau, Brüx und Dux sowie im Falkenauer Becken und Karlsbad erfolgte die Eingliederung des ehemaligen Petschek-Besitzes in die Sudetenländische Bergbau AG, deren Eigentümer wiederum die Reichswerke waren.
Viele Privatsachen der Aussiger Petscheks, darunter Teppiche, Kunstgegenstände, Gemälde, Möbel, Hausrat, Bücher, Weine, wurden an insgesamt vier Auktionstagen auf Anordnung der Finanzbehörde Moabit versteigert. Dies erfolgte in Berlin am 22. Oktober und am 10. Dezember 1940 durch das Auktionshaus Gerhard Harms. Wegen des Verdachts auf Bestechung und Bieterbegünstigung wurde Harms am 26. Mai 1941 während einer weiteren Versteigerung des Petschek-Besitzes verhaftet. Die Auktion setzte das Berliner Versteigerungshaus Union am 28. und 29. Mai 1941 fort. Danach galt der „Vollstreckungsfall Petschek“ als praktisch abgeschlossen.

## Nachkriegszeit
Die Enteignungen während der NS-Zeit wurden nach dem Zweiten Weltkrieg nicht revidiert. Alle Mitglieder der Familie Petschek hatten sich bei der letzten Volkszählung in der Tschechoslowakei im Jahr 1930 als Deutsche deklariert, wodurch sie in der wiedererrichteten ČSR gemäß der Beneš-Dekrete als Staatsfeinde galten. Namentlich präsentierte die kommunistische Propaganda die Petscheks als „rücksichtslose kapitalistische Großindustrielle“, die „von fremder Hände Arbeit lebten“.
Über die Enteignung der Petscheks erließ das tschechoslowakische Innenministerium am 9. September 1947 den Dekret Nr. 108/1945 und hielt darin als Begründung fest, dass „die Petscheks privat als auch öffentlich die deutsche Kultur pflegten, alle Petschek-Unternehmen nachweislich deutsche Firmen waren, welche die Germanisierung der Tschechoslowakischen Republik unterstützten“, da „alle Unternehmen der Petscheks deutsche Firmennamen trugen, sämtliche Buchhaltungen und Korrespondenzen in deutscher Sprache erfolgten, nur Deutsche in Führungspositionen der Unternehmen tätig waren und bei Einstellung neuer Mitarbeiter Deutsche vor Tschechen bevorzugt wurden“. Im Oktober 1948 erfolgte die Beschlagnahmung der Petschek-Villen in Aussig und die Überführung aller Bergwerke in staatlichen Besitz.
Daran änderte sich nach der sogenannten Samtenen Revolution nichts. Das tschechische Finanzministerium lehnte im Jahr 2008 eine Rückgabeforderung der Petschek-Erben mit der Begründung ab, dass „die Übertragung der Vermögenswerte zu einem Zeitpunkt stattgefunden habe, der nicht unter das Rückerstattungsgesetz fällt“. Auch heute werden die Petscheks in tschechischen Publikationen überwiegend als „profitgierige Ausbeuter“ beschrieben, „deren Ansprüche und Familiengeschichte in der Tschechei das Jahr 1948 beendete“. Gemäß einer Umfrage aus dem Jahr 2008, befürwortet die Mehrheit der Tschechen die weitere Gültigkeit der Beneš-Dekrete. Dazu erklärte der Ministerpräsident Tschechiens, Bohuslav Sobotka, im Juni 2014, dass „die Dekrete nicht anzuzweifeln sind und dass keine Debatte über sie wiedereröffnet wird“.
In Westdeutschland gewährte in den 1950er Jahren die Bundesregierung umfangreiche Restitutionszahlungen an die Söhne von Ignaz Petschek. Unter anderem erhielt die Familie im Jahr 1957 von der Friedrich Flick KG Aktienanteile für verschiedene Unternehmen zurück und 1970 von der Deutschen Bank 9.500.500 DM als Entschädigung. Als Rechtsnachfolgerin der reichseigenen VIAG übertrug die Bundesrepublik das verbliebene Unternehmensvermögens der Ilse Bergbau AG an die Ignaz-Petschek-Erben zurück. Nach langjährigen Meinungsverschiedenheiten zwischen der Familie Petschek und den Minderheitsaktionären über eine unternehmerische Betätigung der Ilse Bergbau AG verkauften die Petscheks ihr Aktienpaket im Jahr 1963 wieder zurück an die VIAG.
Die mitteldeutschen Bergwerke in der sowjetischen Besatzungszone wurden auf der Grundlage des SMAD-Befehls Nr. 124 vom 30. Oktober 1945 beschlagnahmt. Unter dem Mantel der Reparation erfolgten zahlreiche Demontagen von Anlagen und Maschinen. Nicht wenige Gruben und Brikettfabriken verloren bis zu 100 Prozent ihres Maschinenparks, was einen starken Produktionseinbruch zur Folge hatte. Eine Anrechnung auf das sowjetische Reparationskonto fand für diese Beutetransporte nicht statt. Die anschließende Enteignung erfolgte formal nicht durch die SMAD, sondern durch eingesetzte kommunistische deutsche Handlanger. Die Bergwerke, an denen die Petscheks vor dem Jahr 1939 beteiligt waren, wurden wie alle Unternehmen mit mehreren Standorten in Mitteldeutschland nicht als Ganzes beschlagnahmt, sondern jede Grube einzeln durch das ostzonale Land, in dem sich die Grube befand. Die Betriebe produzierten für die folgenden Jahre nahezu ausschließlich für die UdSSR. Im April 1952 gestattete die SMAD der DDR den etappenweisen „Rückkauf“ von Braunkohlewerken. Jedoch wurden erst nach dem Volksaufstand vom 17. Juni 1953 die Reparationsleistungen vollständig eingestellt. Anschließend gelangten die Betriebe in Volkseigentum.
Nach der deutschen Wiedervereinigung erhoben die Erben im Jahr 1992 gegenüber der Bundesanstalt für vereinigungsbedingte Sonderaufgaben Ausgleichsforderungen in Milliarden-DM-Höhe, unter anderem 400 Millionen DM für entgangene Abbaurechte an Kohlengruben. Die Enteignungen konnten jedoch nicht rückgängig gemacht werden. Hierbei musste berücksichtigt werden, dass es sich bei dem Besitz größtenteils um Aktiengesellschaften handelte, bei denen die Petscheks zwar oftmals die deutlich überwiegende Majorität besaßen, aber nicht Alleineigentümer waren. Die Verhandlungen erstreckten sich über mehrere Jahre. Im Rahmen eines Vergleichs einigte sich die Bundesrepublik Deutschland mit den Petschek-Erben im Jahr 2001 auf einen nicht veröffentlichten finanziellen Ausgleich.